# Vieritz
Vieritz ist ein Ortsteil der Gemeinde Milower Land im Landkreis Havelland in Brandenburg, (Deutschland).

## Geografie
Das Dorf liegt an der L76 zwischen Genthin und Rathenow, direkt an der Landesgrenze zu Sachsen-Anhalt.
Zum Ortsteil Vieritz gehören die Wohnplätze Bünsche, Forsthaus Hohenheide, Kater und Vieritzer Schäferei.

## Geschichte
Vieritz ist ein Straßendorf wendischen Ursprungs und wurde im Jahre 946 unter dem Namen „Viernkviz“ erstmals erwähnt. 

Der Ortsname leitet sich vermutlich von dem altslawischen Wort virŭ für Wirbelwind ab und bedeutet so viel wie Windort. Auch die Namensendung -itz verweist auf eine slawische Herkunft.
Im Jahre 1524 wechselte der Ort in den Besitz des Erzstiftes Magdeburg und wurde von diesem an die Familie von Katte verliehen, die bis ins 20. Jahrhundert im Ort ansässig war. Deren Stammreihe auf Vieritz beginnt mit Hans von Katte, dann dessen Sohn Kaspar von Katte. Mit Balthasar von Katte, verstorben 1577, entwickelte sich eine eigene genealogische Familienlinie Vieritz. Er war zweimal verheiratet, zuerst mit Katharine von Tresckow, dann mit Ursula von Arnim. Viele Generationen danach gründete der Ritterschaftsrat Albert von Katte (1798–1869), liiert mit Therese von der Osten, zur Regelung der Erbfolge einen Familienfideikommiss. Zu diesem Zeitpunkt ist kurz das Gutshaus Roskow der Hauptwohnsitz, dann wurde wiederum Vieritz als Begüterung zuerst genannt. Nachfolger als Gutsherr wurde der Major Hans von Katte (1825–1906), Mitglied des Preußischen Herrenhauses, wie die Vorfahren Rechtsritter des Johanniterordens. Letzter Gutsbesitzer war nach dem Genealogischen Handbuch des Adels der Neffe des Vorgenannten Albert von Katte-Roskow (1887–1945). Das 1922 letztmals amtlich publizierte Güter-Adressbuch der Provinz Sachsen verzeichnete für das Rittergut Vieritz gesondert 882 ha Land. Davon waren 450 ha Forsten. Den Gutsbetrieb selbst leitete Inspektor Julius Busse. Dem Gut standen unter anderem 22 Pferde zur Verfügung.
Am 30. September 1928 wurde der vormals juristisch eigenständige Gutsbezirk Vieritz mit der Landgemeinde Vieritz vereinigt. An den Besitzverhältnissen der öffentlichen Hand, am Kirchenbesitz und den verschiedenen großen und kleinen Privateigentümern änderte sich dadurch nichts. Erst mit der Bodenreform und den Enteignungen nach 1945 kamen starke Veränderungen. Vieritz gehörte seit der Länderreform 1952 zum Kreis Rathenow und damit zum Bezirk Potsdam. 
Vieritz wurde am 26. Oktober 2003 in die Gemeinde Milower Land eingegliedert.

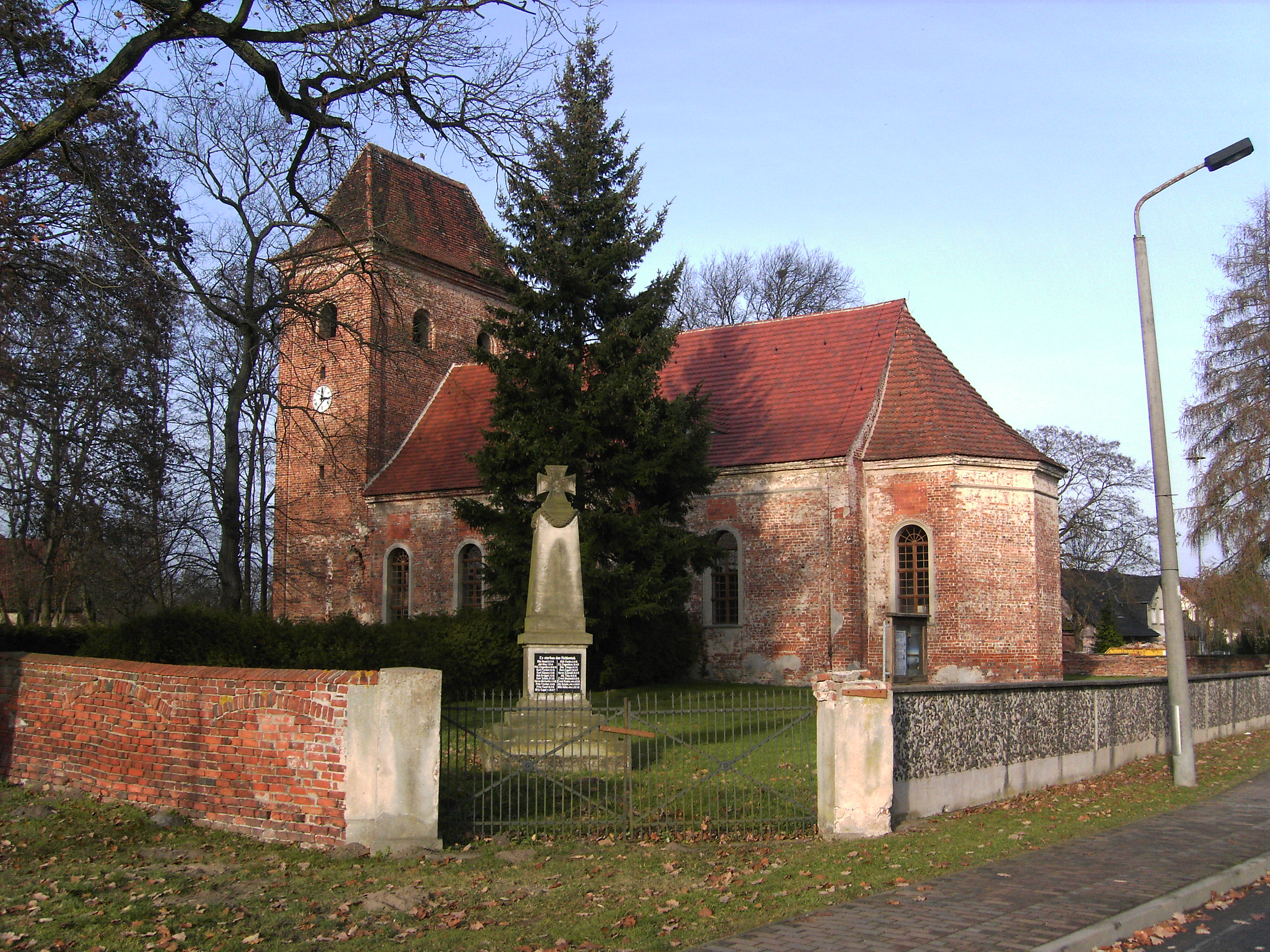
Dorfkirche Vieritz

## Sehenswürdigkeiten
Die evangelische Dorfkirche Vieritz, eine aus Ziegelmauerwerk errichtete einschiffige Saalkirche, gehört zu den spätromanischen Baudenkmälern der Region Westhavelland (ehemals Landkreis Jerichow II) und ist ortsbildprägend. Vom Ursprungsbau der Kirche aus der ersten Hälfte des 13. Jahrhunderts sind infolge eines Brandes 1642 nur noch Reste im Untergeschoss des Turms und im Sockelbereich des Kirchenschiffs erhalten. Der jetzige Kirchenbau stammt im Wesentlichen aus dem 17. und 18. Jahrhundert, was sich an der formalen Gestaltung, den verwendeten Ziegelformaten und am  barocken Dachstuhl ablesen lässt.
Am Osthang des Vieritzer Berges, östlich der Ortslage befindet sich das urgeschichtliches Hügelgräberfeld Vieritzer Berg. Dieses besteht aus mehreren gesicherten und vermuteten Hügelgräbern und ist als Bodendenkmal ausgewiesen.

## Wappen
| | Blasonierung: „In goldenem Schild auf schwarzem Lattenzaun ein roter Hahn.“ |
| Das Wappen der ehemaligen Gemeinde wurde vom Heraldiker Jörg Mantzsch aus Magdeburg gestaltet, bereits am 26. November 1992 durch das Ministerium des Innern genehmigt und am 18. Februar 2013 unter der Registratur 13 BR in die Deutsche Ortswappenrolle (DOWR) des HEROLD eingetragen und dokumentiert. Gestiftet wurde es von der Gemeinde Milower Land, um es als Symbol der örtlich-lokalen Identität außerhalb von Amtshandlungen zu führen. |                                                                             |